# 松浦健太郎
松浦 健太郎(まつうら けんたろう、1971年11月25日- ）はテレビ番組のディレクター、演出、プロデューサー。株式会社Diamond Head代表取締役、元AbemaProductionチーフプロデューサー。埼玉県浦和市（現・さいたま市浦和区）出身。早稲田大学人間科学部卒業。

## 経歴
埼玉県浦和市（現・さいたま市浦和区）生まれ。私立城北高等学校、早稲田大学人間科学部を卒業。大学在学中から放送作家としても活動。
大手番組制作会社ハウフルスに入社。「投稿!特ホウ王国」「ボキャブラ天国」「マジカル頭脳パワー!!」などの制作を経て、ディレクターとして独立。「プレゼンタイガー」で初めて演出を担当し、その後「エンタの神様」や「Goro's  Bar」「いきなり!黄金伝説。」など、民放各局の数々の人気番組をディレクター・演出として担当。
2018年からAbemaProductionチーフプロデューサーに就任し、「今日、好きになりました。」「給与明細」「GIRL or LADY〜私が最強〜」などを担当。

## 人物
- 無類のハワイ好き
- 好きな言葉は「我が生涯に一片の悔い無し」　※漫画『北斗の拳』の登場人物ラオウの生涯最後の台詞。
- 色黒プロデューサーとしてクロちゃんからよく名前があがる。共演者の田中れいなは自身のXで「会う度 黒くなりますねって話から 肌の色比べたら見事に こんなに白と黒🤍🖤笑」と松浦の黒さが紹介された[1]。

## テレビ番組

### 日本テレビ
- 「投稿!特ホウ王国」
- 「マジカル頭脳パワー!!」
- 「24時間テレビ 愛は地球を救う20」
- 「24時間テレビ 愛は地球を救う21」
- 「勇者のスタジアム・プロ野球好珍プレー」 - ディレクター
- 「マスクマンSP」 - ディレクター
- 「世界の決定的瞬間」 - ディレクター
- 「エンタの神様」 - ディレクター
- 「24時間テレビ 愛は地球を救う27」 - ディレクター
- 「ヒルナンデス!」 - ディレクター
- 「超問クイズ! 真実か?ウソか?」 - ディレクター
- 「沸騰ワード10」- 演出
- 「マジカル頭脳パワー!! 2025」 - ディレクター

### TBSテレビ
- 「さんま・玉緒のお年玉あんたの夢をかなえたろかスペシャル」 - ディレクター
- 「サバイバー」 - ディレクター・演出
- 「スーパーフライデー 芸能人占いスペシャル」 - ディレクター
- 「スーパーフライデー サッカーW杯の舞台裏」 - ディレクター
- 「Goro's  Bar」 - ディレクター・演出
- 「次長課長のヨイショ!」 - ディレクター・演出
- 「Goro's Bar Presents マイ・フェア・レディ」 - ディレクター・演出
- 「G.I.ゴロー」 - ディレクター・演出
- 「アスリート応援TV! ニッポン!チャ×3」 - ディレクター・演出
- 「ペコジャニ∞!」 - ディレクター

### フジテレビ
- 「ボキャブラ天国」
- 「プレゼンタイガー」 - ディレクター・演出
- 「HEY!HEY!HEY! MUSIC CHAMP」 - ディレクター・演出
- 「爆笑そっくりものまね紅白歌合戦スペシャル」 - ディレクター
- 「お笑い芸人親子で漫才王座決定戦スペシャル」 - ディレクター
- 「お笑い芸人歌がうまい王座決定戦スペシャル」 - ディレクター
- 「ものまね王座決定戦」 - ディレクター
- 「人志松本のすべらない話」 - ディレクター
- 「ジャニーズカウントダウンライブ」 - ディレクター
- 「顔も声もご本人と一緒! 爆笑そっくりものまね紅白歌合戦スペシャル」 - ディレクター
- 「大晦日はマル・マル・モリ・モリ! 爆笑そっくりものまね紅白歌合戦 祭りだ祭りだスペシャル」 - ディレクター
- 「ものまね40年の歴史全て見せますスペシャル」 - ディレクター
- 「マネースクープ」 - ディレクター

### テレビ朝日
- 「タモリ倶楽部」
- 「30人31脚」 - ディレクター
- 「スーパーJチャンネル」 - ディレクター
- 「いきなり!黄金伝説。」 - ディレクター・演出
- 「史上最強のメガヒット カラオケBEST100 完璧に歌って1000万円」 - ディレクター・コーナー演出
- 「ストリートファイターズ」 - ディレクター
- 「そうだったのか!池上彰の学べるニュース」 - ディレクター
- 「池上×マツコ ニュースな話」 - ディレクター
- 「オドロキ見たいテレビ びっくりぃむ」 - ディレクター

### テレビ東京
- 「東京女事務所」 - ディレクター・演出
- 「解決スイッチ」 - 監修

### BS日テレ
- 「ブランドストーリー」 - ディレクター

### BS-TBS
- 「健康DNA」 - ディレクター

### BS朝日
- 「大都会の遊び方」 - ディレクター
- 「なんでそう建てた?」 - プロデューサー

### WOWOW
- 「シベリア超特急スペシャル」  - 総合演出
- 「稲川淳二の本当にあった怖い話」 - 総合演出
- 「舞台版 シベリア超特急00.7」 - 総合演出
- 「WOWOW無料放送の日」 - ディレクター

### スカパー!
- 「ファイティングTV サムライ!」 - ディレクター

### ABEMA
- 「オトシアイ」 - プロデューサー
- 「今日、好きになりました。」 - プロデューサー
- 「給与明細」 - プロデューサー・演出
- 「CONNECT!!」 - プロデューサー・演出
- 「お笑い代理戦争」 - プロデューサー
- 「買えるバトルクラブ」 - プロデューサー
- 「藤森・チョコプラの買えるAbema～プロの逸品を手に入れろ！～」 - プロデューサー
- 「釣りチャンネル（数番組）」  - プロデューサー
- 「異世代アイドルバトル！波乗りキングダム」 - プロデューサー・総合演出
- 「ラスアイのクロ歴史だってよ!!」 - プロデューサー・総合演出
- 「SUIZIN - 水神バトルチャンピオントーナメント」 - プロデューサー・総合演出
- 「ABEMA BOATRACE TOWN『アイドルグランプリ』」 - プロデューサー・総合演出
- 「QUEENS CLIMAX特番『クロちゃんと4人のオンナたち』」 - プロデューサー・総合演出
- 「水神2021 -異種格闘！！バトルトーナメント-」 - プロデューサー・総合演出
- 「クロちゃんとクルーちゃん ChampionSPESIAL」 - プロデューサー・総合演出
- 「ABEMA BOATRACE CRUISE in 六本木 Vol.1・2」 - プロデューサー・総合演出
- 「クロちゃんとクルーちゃん 2nd ChampionSPESIAL」 - プロデューサー・総合演出
- 「ABEMA BOATRACE X'mas in 六本木 Vol.1」 - プロデューサー・総合演出
- 「ABEMA BOATRACE TOWN『クロちゃんのボート女子育成計画」 - プロデューサー・総合演出
- 「ABEMA BOATRACE CAMPUS『教えて！クロちゃん先生」 - プロデューサー・総合演出
- 「ABEMA BOATRACE CRUISE『クロちゃんとクルーちゃん』」 - プロデューサー・総合演出[2]
- 「ABEMA BOATRACE SPACE『クロちゃんとクルーちゃん2nd』」 - プロデューサー・総合演出
- 「ABEMA BOATRACE COLORS『クロクルパレット』」 - プロデューサー・総合演出
- 「ABEMA BOATRACE TOWN『知識で争う波乗王』」 - プロデューサー・総合演出
- 「ABEMA BOATRACE CAMPUS『勝負駆け！笑いのターンマーク』」 - プロデューサー・総合演出
- 「ABEMA BOATRACE CRUISE『六本木フレンドパーク』」 - プロデューサー・総合演出
- 「ABEMA BOATRACE SPACE『波乗り全速！ブレインターン!!!!!!』」 - プロデューサー・総合演出[3]
- 「ABEMA BOATRACE COLORS『波乗りSHOWタイム』」(ABEMA) - プロデューサー・総合演出
- 「クロちゃんとクルーちゃん ミッドナイトSPECIAL」 - プロデューサー・総合演出
- 「知って得する！健康クラス 〜すぐに実践できる健康ケア〜」 - プロデューサー
- 「GIRL or LADY 〜私が最強〜」 - プロデューサー
- 「声優と夜あそび」- プロデューサー

## その他
- 「安倍麻美の麻美ちゃん日記」（インターネット配信）

## 講師
- 東京アナウンス学院 芸能バラエティ科（お笑いタレントクラス）